# Palazzo Güell
Il Palazzo Güell (Palau Güell in catalano) è un palazzo di Barcellona ed è una delle opere dell'architetto Antoni Gaudí che sono state nominate patrimonio dell'umanità dall'UNESCO. Questa nomina ha ufficialmente riconosciuto il suo valore universale e la sua unicità come capolavoro della creatività umana.

## Storia

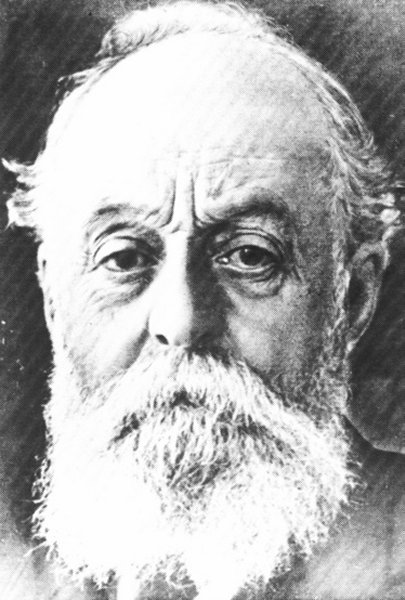
Fotografia di Eusebi Güell risalente al 1915

Eusebi Güell i Bacigalupi, conte di Güell (1846-1918), fu uno dei più importanti imprenditori industriali della Catalogna dei suoi tempi, attivo anche in ambito politico, scientifico e letterario. Era figlio di Joan Güell i Ferrer (1800-1872), emigrante spagnolo in America che accumulò un'enorme fortuna a Cuba e di ritorno in Europa fu a sua volta promotore a Barcellona di diverse iniziative industriali, come la fabbrica El Vapor Vell, che conseguì l'esclusiva della fabbricazione in Spagna di velluto a coste.
Dopo aver studiato diritto, economia e scienze applicate, Eusebi Güell fu il fondatore con Ferran Alsina della Colonia Güell, colonia pensata per i lavoratori della contigua industria tessile di Santa Coloma de Cervelló. Allo stesso tempo, intervenne come già accennato spesso in politica e in ampi settori culturali: nel 1875 fu eletto consigliere del consiglio comunale di Barcellona, nel 1878 deputato provinciale, e più tardi persino senatore del Regno di Spagna. Fu, per via del suo devoto amore alla cultura catalana, presidente dei Jocs Florals (1900) e membro della Reial Academia Catalana de Belles Arts de San Jordi, oltre che presidente del Centre Català.
Nel 1878 Eusebi Güell fece conoscenza di Gaudí, dopo averne ammirato la vetrina per la Guantería Comella che l'architetto presentò all'Esposizione universale di Parigi del 1878. Da allora ebbe inizio una lunga amicizia e una fruttuosa relazione professionale, culminata nella volontà di Güell di divenire mecenate di Gaudí e di commissionargli opere che poi gli avrebbero procurato grande fama internazionale, come la cripta della Colonia Güell, i padiglioni Güell o il celebre parco Güell.
Güell abitava in una casa nella Rambla de los Capuchinos, che aveva ereditato dal padre. Nella strada contigua, Conde del Asalto (l'attuale Nou de la Rambla), acquistò due immobili nella prospettiva di ampliare la propria residenza sulla Rambla: nel 1883 il n. 3 da Maria Toll i Serra, e nel 1886 il n. 5 dalla famiglia Boada Mas, per un totale di 408 m². In questi due edifici si insediavano un caseificio e diciassette domicili arredati, le cui rispettive famiglie furono quindi sfrattate. Nel 1887 Güell comprò anche l'immobile al n. 3 della calle Lancaster, e nel 1895 il n. 9 del Nou de la Rambla (angolo Lancaster) e i numeri 5 e 7 sempre di Lancaster, per cui egli arrivò praticamente a essere il proprietario di tutto l'isolato (con l'eccezione del n. 7 del Nou de la Rambla, che non riuscì ad acquistare). Il progetto di Güell era quello di costruire una nuova abitazione che si collegasse con quella della Rambla mediante un patio interiore. L'incarico fu affidato a Gaudí, che nella progettazione si ispirò alla tradizione delle grandi case signorili catalane, come quelle presenti nella calle Montcada.

Foto di Gaudí nel 1910

Il processo amministrativo relativo all'edificazione ebbe inizio il 12 luglio 1886, quando Güell richiese al comune di Barcellona il permesso di costruire. L'autorizzazione amministrativa, tuttavia, non fu concessa immediatamente, a causa del diniego di Antoni Rovira i Trias, architetto municipale che osservò una violazione dell'articolo 25 delle Ordenanzas Municipales, secondo il quale le tribune delle facciate dovevano essere realizzate in ferro e vetro (e non in pietra come disposto da Gaudí). Superata questa opposizione in data 27 di luglio, probabilmente grazie agli influenti contatti di cui Güell disponeva nello stesso consiglio comunale, e ottenuto il permesso di demolizione dell'immobile ai nn. 3-5 del Nou de la Rambla il 23 di ottobre (con ratificazione da parte della Commissione datata al 6 novembre), il 12 novembre fu finalmente legittimato il permesso di costruire, ed ebbero inizio i lavori.
Malgrado i lavori di decorazione si prolungarono fino al 1890, l'edificio fu inaugurato nel 1888, in concomitanza con l'Esposizione Universale che proprio in quegli anni si celebrava nel Parco della Cittadella a Barcellona. In ragione di tale evento il palazzo Güell fu visitato da personalità come la regina reggente Maria Cristina d'Asburgo-Teschen, il re Umberto I d'Italia e il presidente statunitense Grover Cleveland: Eusebi Güell era talmente orgoglioso del proprio edificio che non esitò nel 1910 a esporre gli elaborati grafici relativi al progetto alla esposizione dedicata a Gaudí tenutasi nel Grand Palais di Parigi nel 1910.
Eusebi Güell visse nel palazzo fino al 1906, anno in cui traslocò alla Casa Larrard, nel parco Güell, dove visse fino alla sua morte nel 1918. Il palazzo Güell fu quindi ereditato dalla vedova del mecenate, Isabel López Bru (figlia del marchese di Comillas), e successivamente dalle figlie Maria Lluïsa e Mercè Güell i López. Durante la guerra civile spagnola il palazzo fu adibito a stazione di polizia. Nel 1944 fu oggetto degli interessi di un milionario statunitense che desiderava acquistarlo per poi smantellarlo pietra per pietra e riassemblarlo nel proprio paese natale: questa iniziativa, ovviamente, incontrò la ferma opposizione della Deputazione di Barcellona, che a cambio onorò Mercè Güell con una pensione vitalizia, e predispose che l'edificio non potesse mai essere alterato e che fosse destinato a una finalità culturale. Nel 1952, a seguito di questi eventi, si insediò nel palazzo la Asociación de Amigos de Gaudí (che vi rimase fino al 1968 quando venne istituita nel parco Güell la Casa-Museu Gaudí).
Sin dalla sua acquisizione da parte della Deputazione il palazzo è stato sottoposto a numerosi interventi di restauro conservativo. Il primo è datato al 1945 e interessò in particolare la carpenteria, le vetrate, gli impianti elettrici e le decorazioni pittoriche. Il secondo fu eseguito tra il 1971 e il 1979 a carico di Jordi Querol i Piera e recuperò in particolar modo la facciata e la terrazza: nel 1983, sotto la direzione di Carles Buxadé e Joan Margarit, si effettuò un'indagine completa dello stato strutturale dell'edificio, le cui patologie vennero gradualmente sanate in fasi successive. Nel 1992 la Deputazione acquistò dai discendenti di Güell gran parte del mobilio originale del palazzo, il quale poté quindi essere riarredato come nel suo assetto originale. Nel 1998 si restaurarono l'oratorio e le opere pittoriche di Aleix Clapés, mentre al 2004-2011 risale l'ultimo intervento di restauro completo dell'edificio, grazie al quale questo è nuovamente aperto al pubblico e visitabile nella sua interezza.

## Descrizione

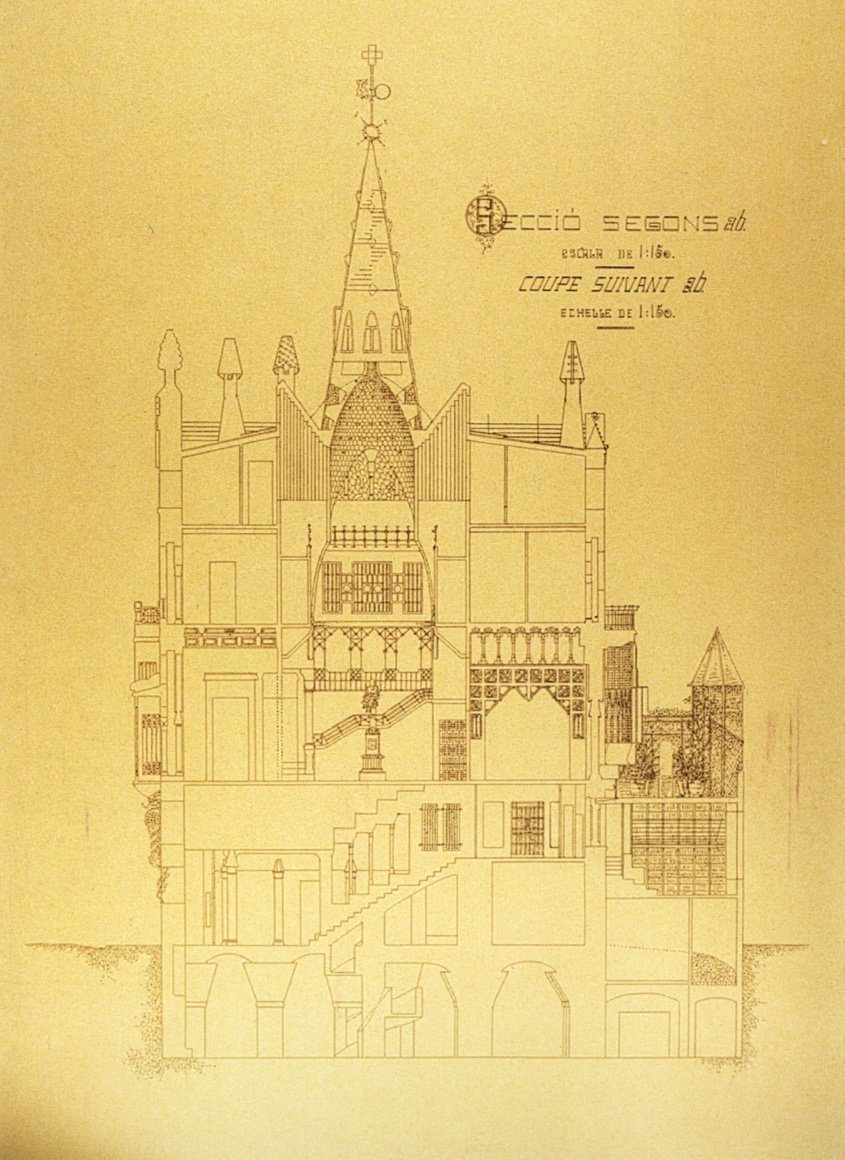
Sezione del palazzo disegnata nel 1910 da Joan Alsina i Arús

Il palazzo presenta una forma pressappoco rettangolare, di 18x22 metri, con un edificio annesso nella parte sud-ovest, di 6x20 m. La struttura è sorretta dai muri portanti della facciata, in pietra naturale, e dalle pareti interne in laterizio, le quali scaricano sui pilastri lapidei del piano sotterraneo. In origine la parte mediana del prospetto orientale dell'edificio era adornata con un affresco (oggi scomparso) di Aleix Clapés raffigurante Ercole nel giardino delle Esperidi, in riferimento al poema L'Atlàntida di Jacint Verdaguer.
L'edificio si articola su un seminterrato con le scuderie, un piano terra con l'ingresso, la portineria, il garage e diverse aree di servizio, un mezzanino con l'area amministrativa, il piano nobile con la zona giorno, il secondo piano per la zona notte, più privata (stanze da letto e servizi igienici), il terzo piano con l'area di servizio, la cucina e la lavanderia, e infine la copertura. In totale, l'edificio copre una superficie di 2 850 m².
Il progetto, in generale, segue gli indirizzi stilistici già presenti in opere come la casa Vicens o i padiglioni Güell, con un predominio di forme di ispirazione araba, bizantina o mudéjar. Gaudí progettò con particolare cura sia l'esterno che gli interni dell'edificio, adornati da un suntuoso apparato decorativo in stile mudéjar e da un tetto a cassettoni in legno e ferro, senza trascurare aspetti legati ad esempio all'illuminazione naturale, la ventilazione o l'isolamento acustico.
In tal senso, Gaudí diresse con la sua sapiente regia un ampio team di tecnici e artigiani, di cui facevano parte gli architetti Camil Oliveras e Francesc Berenguer; il capocantiere Claudi Alsina; il decoratore Francesc Vidal i Jevellí; il costruttore Agustí Massip; i fabbri Joan Oñós, Salvador Gabarró e Lluís y Josep Badia i Miarnau; gli ebanisti Antoni Oliva, Julià Soley e Eudald Puntí, e infine i marmisti Ventura. Nell'ambito artistico, invece, Gaudí si avvalse della collaborazione dei pittori Aleix Clapés, Alexandre de Riquer e Ramon Tusquets e degli scultori Joan Flotats e Rossend Nobas. Per quanto concerne i fornitori, invece, l'architetto si rivolse ai Talleres Torras per gli elementi metallici, al Taller Pelegrí per i vetri e a Pujol i Bausis per i prodotti ceramici.

### Prospetto esterno

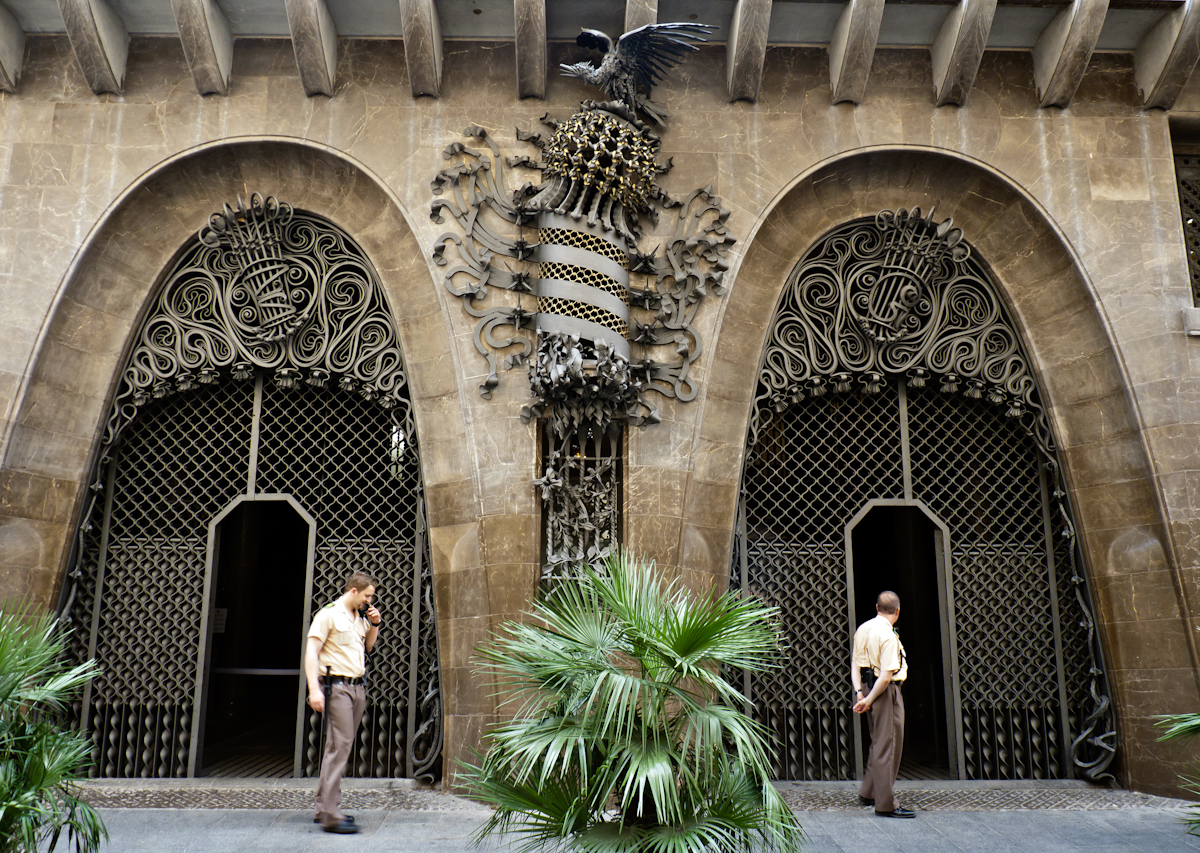
Gli archi parabolici di ingresso al palazzo

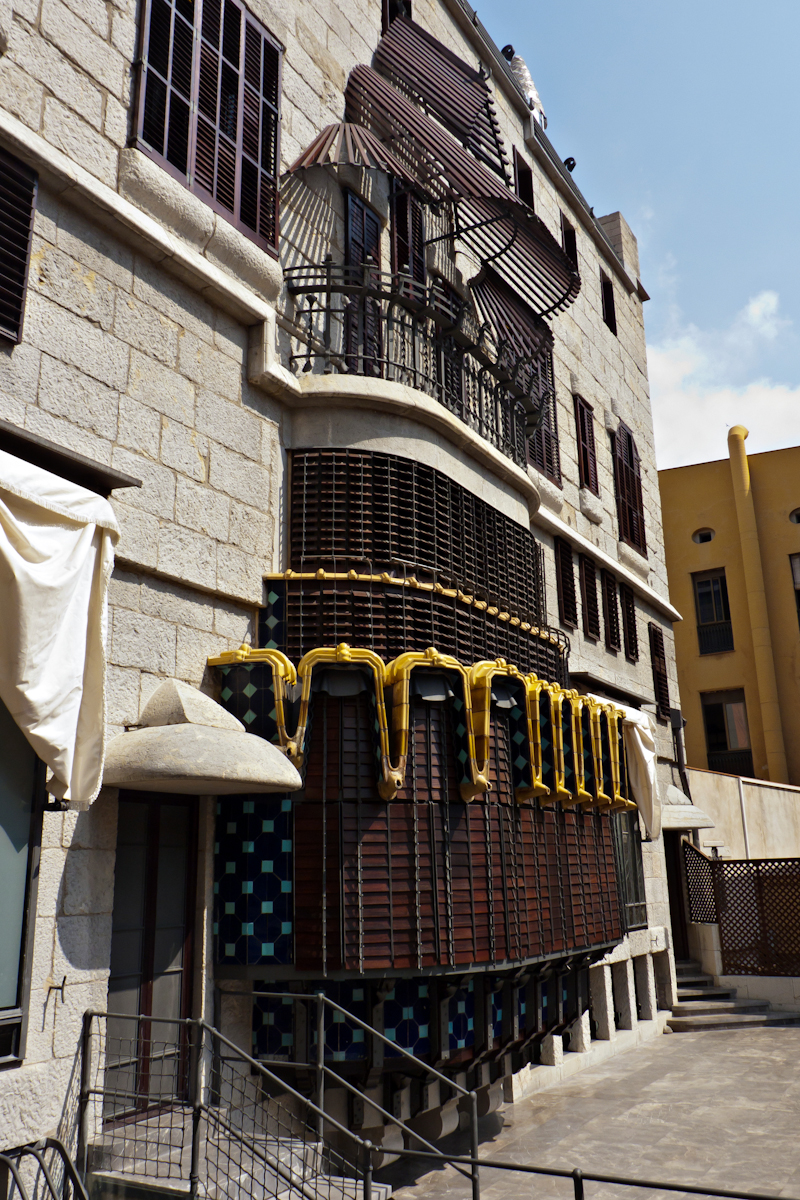
Il prospetto posteriore

L'edificio è costruito in pietra calcarea di Garraf, dove Güell possedeva una tenuta di campagna, las Bodegas Güell. Data la ristrettezza della strada antistante, risulta difficile osservare il prospetto nella sua totalità, malgrado la sua spiccata monumentalità. La facciata, in ogni caso, si articola su tre livelli: il primo corrisponde al piano terra e al mezzanino, e presenta un rivestimento in pietra tagliata e ripulita: è scandito dalle forature delle porte di accesso, con forma di archi parabolici, e delle finestre, protette da grate di ferro. Il secondo livello include la tribuna del piano nobile, sostenuta da ventuno mensole, sempre in rivestimento lapideo come nella parte sottostante. Il terzo livello, invece, corrisponde al secondo e terzo piano, in corrispondenza dei quali è presente un trattamento della pietra diversificato, con un trattamento col punteruolo: qui si aprono cinque finestre affiancate da due balconi, mentre nella parte destra (quella di servizio) si erge una piccola tribuna. Il terzo piano, invece, è marcato da una teoria di piccole finestre e da una balaustra di coronamento.
Dall'impaginato della facciata emergono in particolare le porte di ingresso, recanti nella loro parte superiore delle grate in ferro battuto adornate da serpenti che nel reciproco intreccio delle code formano le lettere E e G (di Eusebi Güell). Tra le porte, invece, si situa un'altra gelosia metallica, opera di Joan Oñós, ornata con lo scudo della Catalogna, un elmo (in riferimento alle quattro virtù cardinali) e una fenice, ad alludere alla rinascita (Renaixença) politica e culturale di Barcellona in quegli anni. L'ingresso, particolarmente imponente, fu dimensionato per consentire l'ingresso dei visitatori in carrozza: per i cavalli al piano sotterraneo erano disponibili delle stalle, accessibili da una ingegnosa rampa elicoidale ideata dallo stesso Gaudí.
La facciata posteriore dell'edificio è divisa in due ordini differenziati: quello inferiore corrisponde al piano nobile e presenta una tribuna con persiane di legno e rivestimento in ceramiche azzurre e nere. Il secondo livello, separato da quello inferiore da una fascia marcapiano in pietra, presenta un pergolato (o brise-soleil) in legno e ferro. A coronamento della facciata, interamente rivestita con pietra lavorata a punteruolo, è presente una cornice in pietra con ringhiera di ferro.

### Interni
Gaudí concepì gli interni dell'edificio con il fine di promuovere un'armonia tra l'ambito pubblico e quello privato, tra l'area dedicata alla famiglia e quella ai servizi. A questo scopo il vestibolo del piano terra distribuisce in maniera ottimale tutte le diverse parti dell'edificio: al centro è situata la scala principale, in fondo il garage e l'accesso al seminterrato, al lato est la portineria e a quello ovest la scala di servizio e l'ascensore. La scala principale conduce in primo luogo al mezzanino, dove a destra si trovava l'ufficio del Güell, con in aggiunta la sua biblioteca e le stanze amministrative; alla sinistra un ulteriore vestibolo e una sala relax.
Dal vestibolo del mezzanino si innesta la scala di onore, la quale approda finalmente al piano nobile, articolata intorno a un grande spazio centrale di 80 m² a tripla altezza, ovvero alta come tre piani (17,5 m). Questo spazio è il nucleo centrale dell'edificio, intorno al quale si dispongono tutte le principali stanze del palazzo; si distingue per il suo coronamento in copertura, una doppia cupola di profilo paraboloide all'interno e conico all'esterno, soluzione tipica dell'arte bizantina. La cupola, sorretta su archi perimetrali ugualmente parabolici, è perforata con oculi di piccolissime dimensioni che consentono l'ingresso della luce naturale ed è rivestita con placche esagonali di alabastro di colore rossastro: allegoricamente allude alla volta celeste, estesa iperuranicamente sopra il mondo terreno dell'imperfezione, corrispondente ai livelli inferiori della casa (a partire dai sotterranei, descritti da un cronista del 1887 come un ambiente del palazzo di Baldassarre o Nabucodonosor). Seguendo la scala nobile si giunge a una prima campata che dà accesso a quattro spazi: un primo vestibolo di accesso, la sala di accesso al salone (altrimenti nota come Sala dei passi perduti), la sala di visite e servizi igienici per signore. Questi spazi sono delimitati da una galleria di arcate che corrisponde all'esterno alla tribuna della facciata, dove Gaudí impiegò un originale sistema di archi catenari e colonne con capitelli iperboloidi, cifra che non trovò applicazione né prima né dopo l'architetto catalano. La sala di visite è coronata da un soffitto ligneo a cassettoni rivestito con lamine d'oro e ornamenti di ferro forgiato, e vetrate con raffigurazioni di fiori di loto e di medaglioni con effigi di personaggi letterali di shakesperiana memoria.

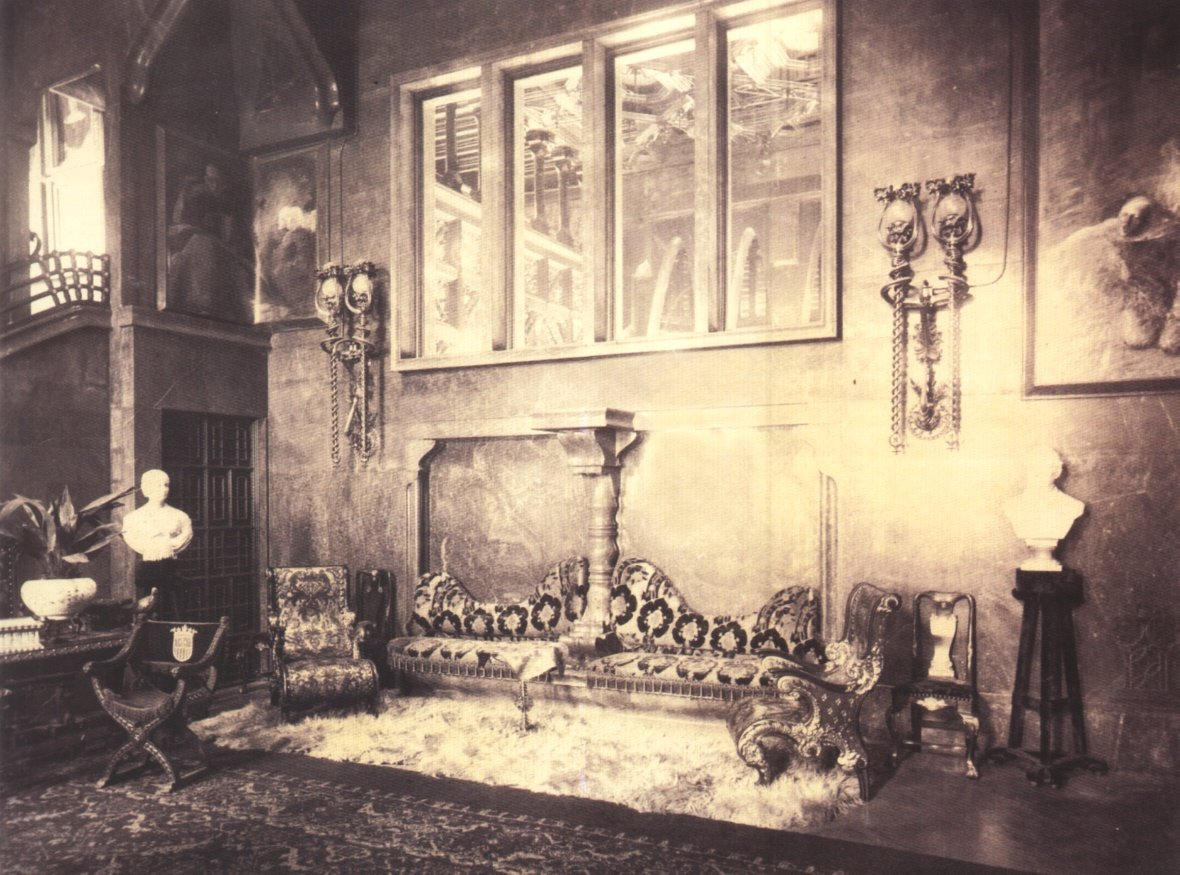
Il piano nobile del palazzo in una foto del 1892

A continuazione è presente il grande salone centrale, nobilitato della decorazione più sontuosa presente nel palazzo, con arredi e opere d'arte di grande valore, tra cui vari busti raffiguranti Joan Güell, Antonio López (marchese di Comillas) e Isabel López Bru, frutto dello scalpello di Rossend Nobas. Erano ugualmente presenti numerosi oli su tela di Aleix Clapés: Santa Isabella regina di Ungheria da la corona a un povero, Famiglia contadina in preghiera ai piedi di una croce termale, Bambine giocando, oltre che un ritratto di Jaume Balmes. Dell'arredo presente nella sala si segnala un sofà-scranno di alabastro e bardiglio progettato dallo stesso Gaudí, e una sedia in stile neogotico flamboyant cosiddetta Phebus di Vidal i Jevellí, che si ispirò all'ebanisteria bavarese. Ai lati del grande salone si aprivano inoltre una cappella-oratorio (alla destra), decorata con raffigurazioni dei dodici apostoli (di Aleix Clapés) e un'immagine della Purísima nell'altare, opera di Joan Flotats poi distrutta nel 1936; e un organo alla sinistra, opera di Aquilino Amezua, perduto durante la guerra civile spagnola, in cui il suo metallo fu fuso e poi riutilizzato. Nel 2012 si finalizzò con il maestro organista Albert Blancafort il processo di costruzione di un nuovo strumento musicale, dotato di 1386 tubi, 22 registri, e due tastiere manuali.

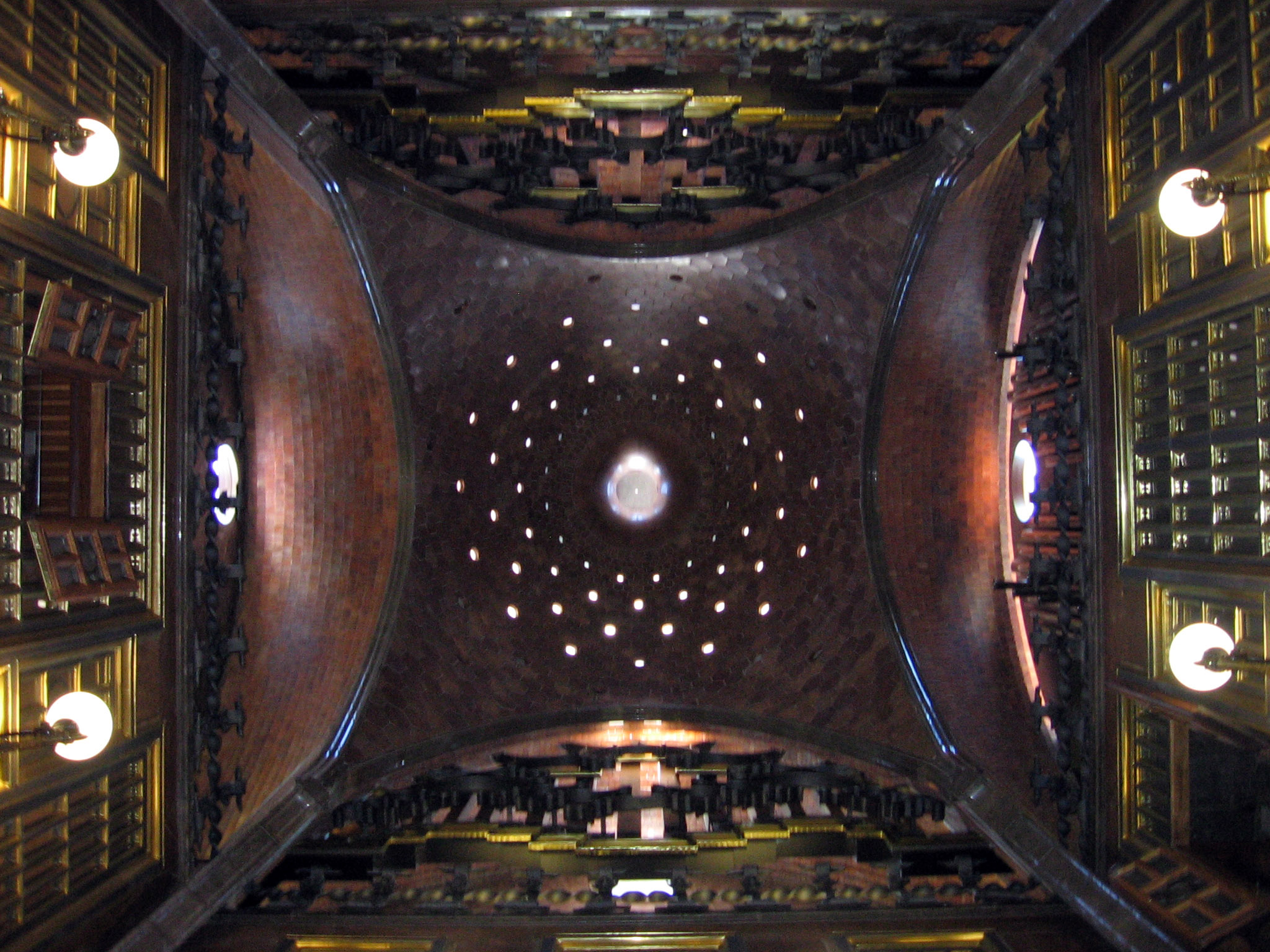
La ricca varietà degli spazi del palazzo si attenua, rarefacendosi, fino a culminare alla grande cupola centrale

Dal lato est del salone si innesta un'altra scalinata che conduce alla tribuna elevata del piano nobile, all'altezza di 6,5 metri, dove erano soliti collocarsi i musicisti negli eventi organizzati dallo stesso Güell; da qui si accede a una piccola sala che trovò utilizzo solamente come ufficio per Àngel Guimerà quando nel palazzo si insediò l'Instituto del Teatro. Nella campata a sud del piano nobile si trovavano la sala da pranzo - impreziosita da un caminetto realizzato da Camil Oliveras - e la Sala de Confianza, utilizzata per riunioni e concerti da piano; da qui si accede alla terrazza del patio interiore. Successivamente è presente un'ulteriore scala che dà accesso al secondo piano, in cui erano presenti una sala di studio, numerose camere da letto, e i servizi igienici. Di particolare rilevanza è la sala centrale, decorata con un ciclo pittorico dedicato a Elisabetta d'Ungheria - in omaggio alla sposa di Güell, Isabel López Bru - frutto del pennello di Alexandre de Riquer. Occorre segnalare che la sala da letto principale è dotata di un balcone che corrisponde in facciata ai brise-soleil del prospetto posteriore. Negli arredi che completano l'addobbo di questo piano di particolare interesse sono la chaise longue in stile Secondo Impero della sala da letto principale e una toeletta, entrambi ideati da Gaudí per la moglie di Güell. In conclusione, al terzo piano, erano situate le aree di servizio, la cucina e le lavanderie, oltre che il distributivo per l'accesso alla copertura.

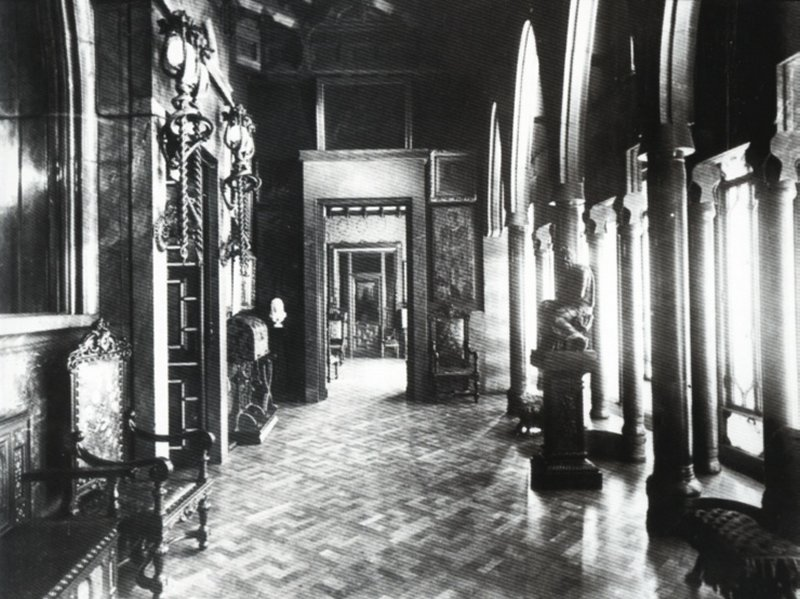
Sala dei passi perduti
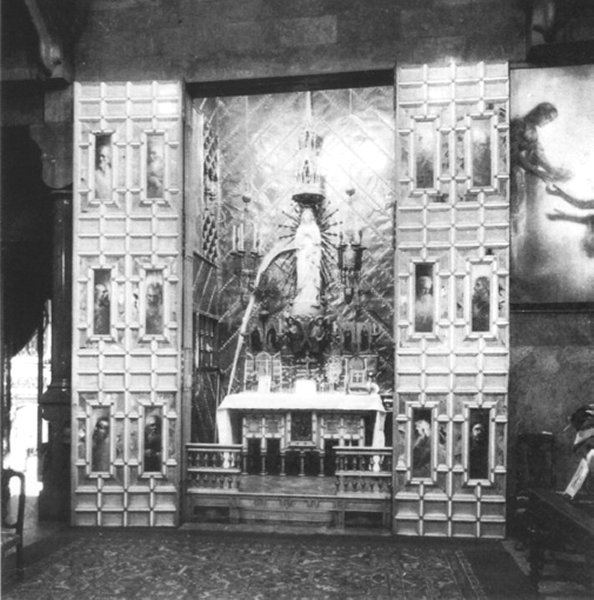
Cappella-oratorio
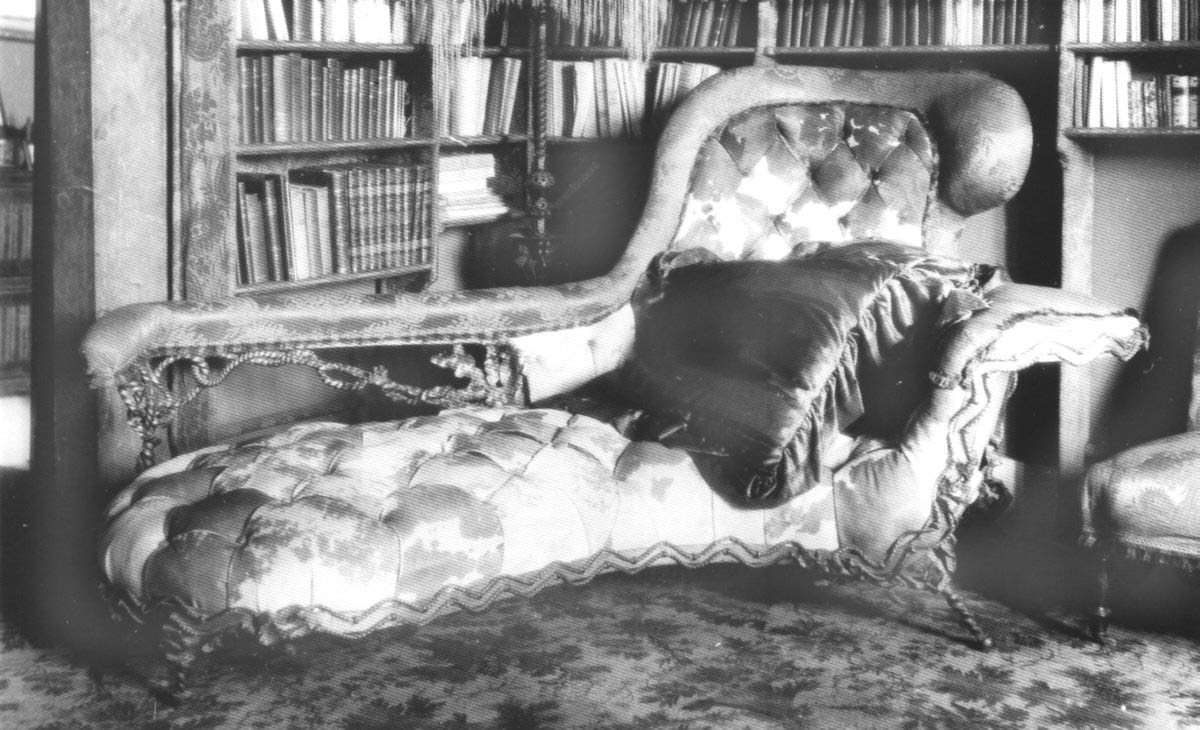
Chaise-longue
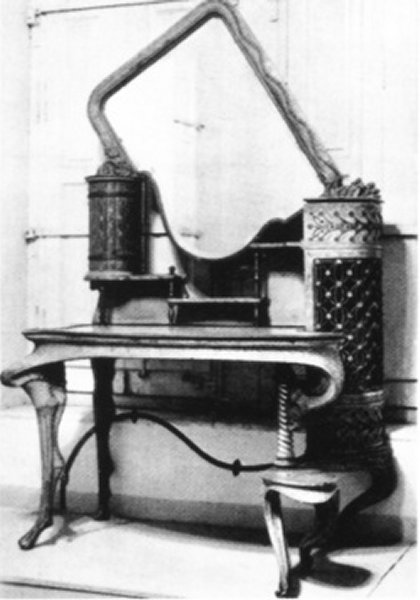
Toeletta di Isabel Güell

### Copertura e terrazza

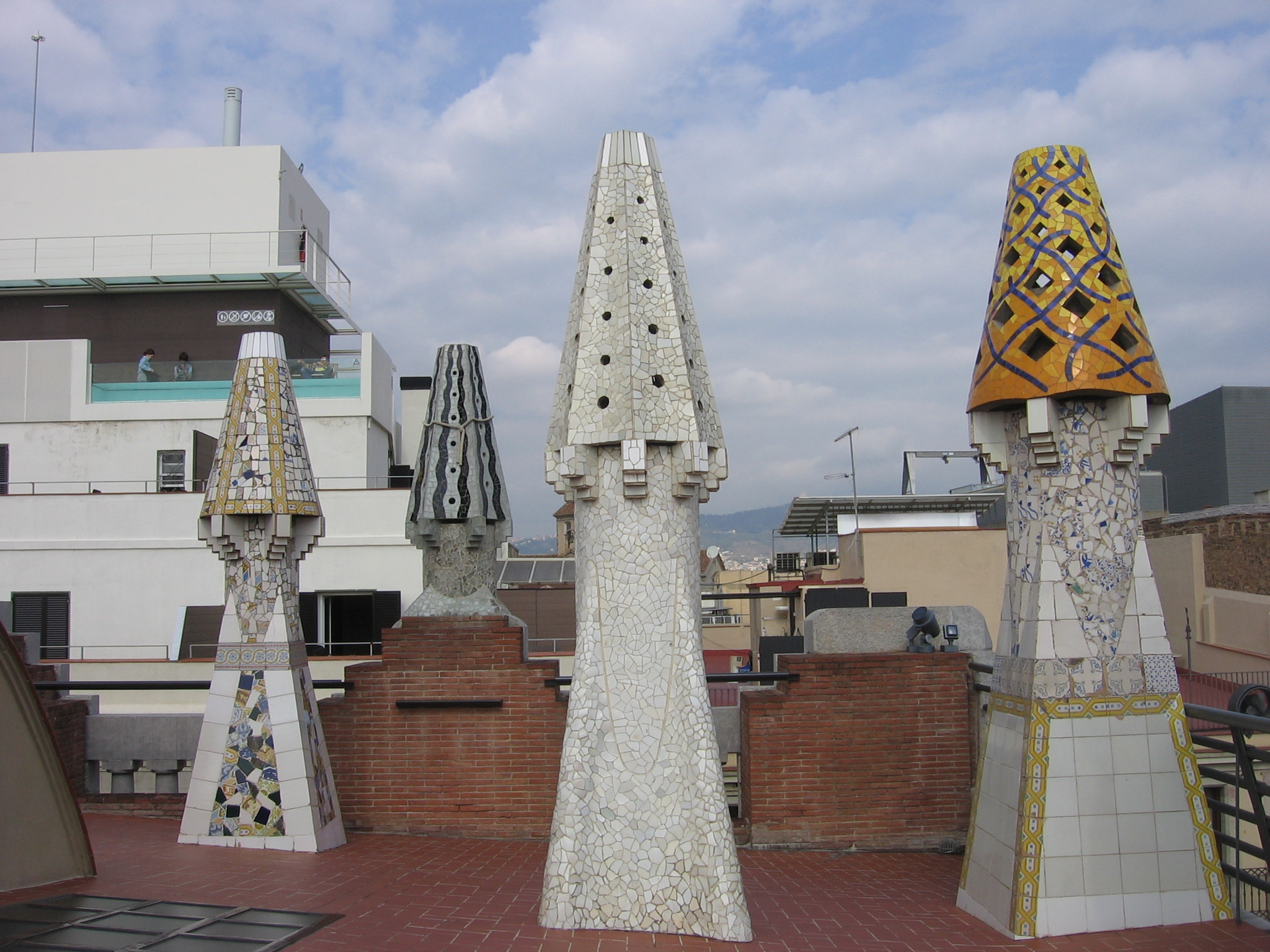
La policroma fantasmagoria dei camini della copertura

L'edificio è concluso da una copertura praticabile di 481 m² e articolata su quattro livelli: il più grande corrisponde al corpo centrale dell'edificio, con quattordici camini, quattro lunette a forma di guscio, i lucernari e la lanterna corrispondente alla cupola centrale; salendo sei gradini si giunge a un secondo livello corrispondente al corpo annesso del palazzo, arricchito da altri sei camini; il terzo livello si innesta in corrispondenza del corpo della scala di servizio; dal quarto, sopra l'area dell'organo, era presente un accesso che conduceva mediante una passerella all'interno della lanterna.
In questa terrazza di particolare interesse sono i camini, interpretati da Gaudí non come elementi esclusivamente funzionali, bensì come veicoli di una estetica che trovò poi pieno sviluppo nelle sue opere tarde, come la Casa Batlló e la Casa Milà. In totale si ergono ben venti camini, costruiti in mattoni e - a esclusione di sei con il rivestimento laterizio lasciato a vista - ricoperti di ceramica, secondo la tecnica tradizionalmente catalana del trencadís. Recuperando questo tipo di applicazione ornamentale Gaudí recupera frammenti di ceramica, vetro, marmo o porcellana, una materia bruta, obliterata, la quale, riscattata dall'opera dell'artista, viene reimpiegata per formare mosaici policromi dai disegni e colori molteplici. La forma dei camini è principalmente troncoconica o troncopiramidale: altri, tuttavia, presentano morfologie più varie, con capitelli persino di forma conica, sferica, romboidale, spiraliforme o triangolare. Anche questi camini furono sottoposti a un intervento di restauro, in questo caso dal 1990 al 1994, condotto con la collaborazione di vari artisti, come il ceramista Joan Gardy Artigas, lo scultore Joan Mora, e i pittori Robert Llimós e Gustavo Carbó Berthold. Nella terrazza Gaudí conferì particolare enfasi anche all'alta guglia della lanterna che copre lo spazio del salone centrale. Anche questa forma, di forma conica e con un'altezza di sedici metri, è realizzata in ceramica e, in questo caso, sormontata da un parafulmine-segnavento in ferro.

## Galleria d'immagini

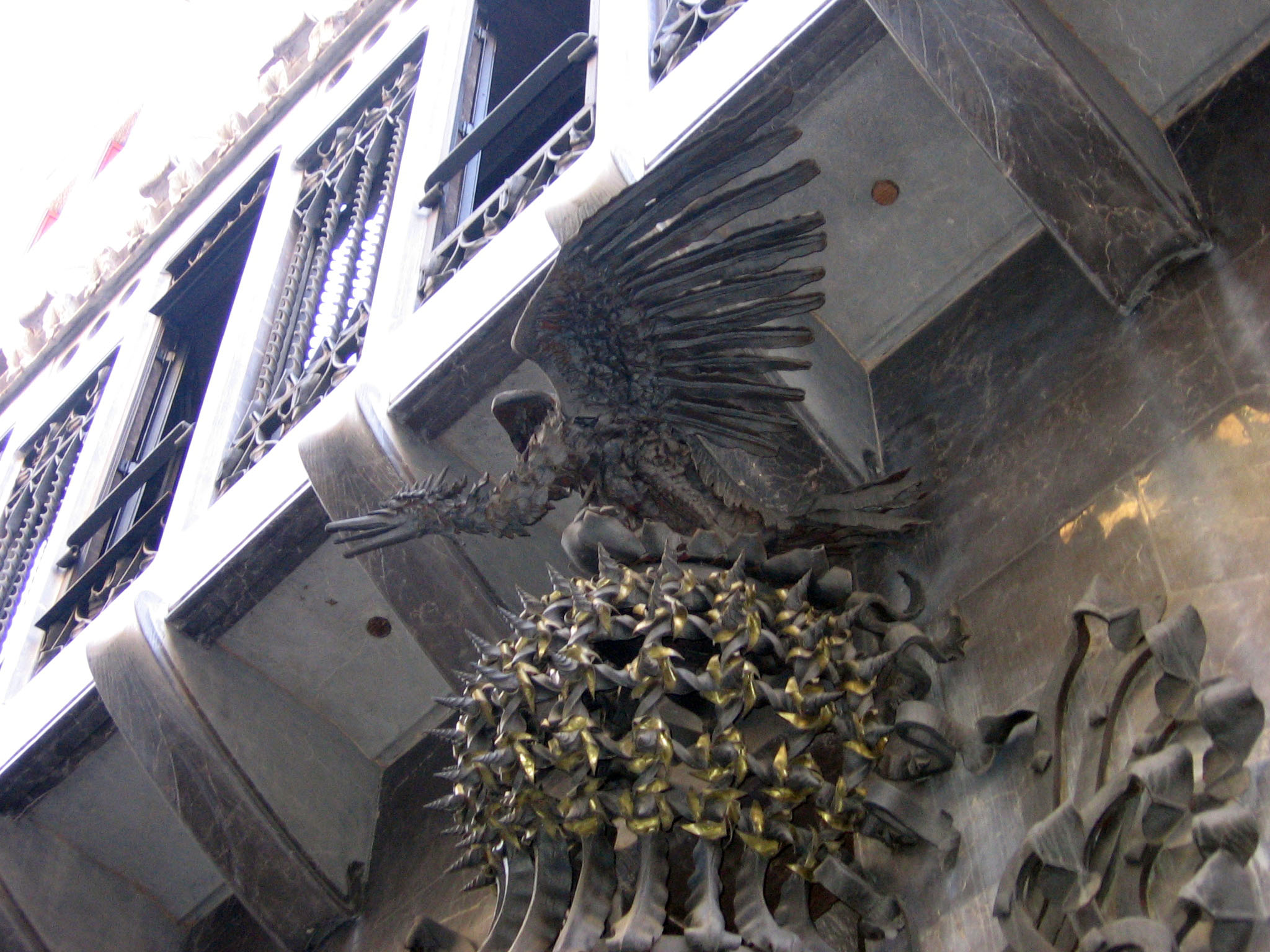
Elmo della porta di ingresso
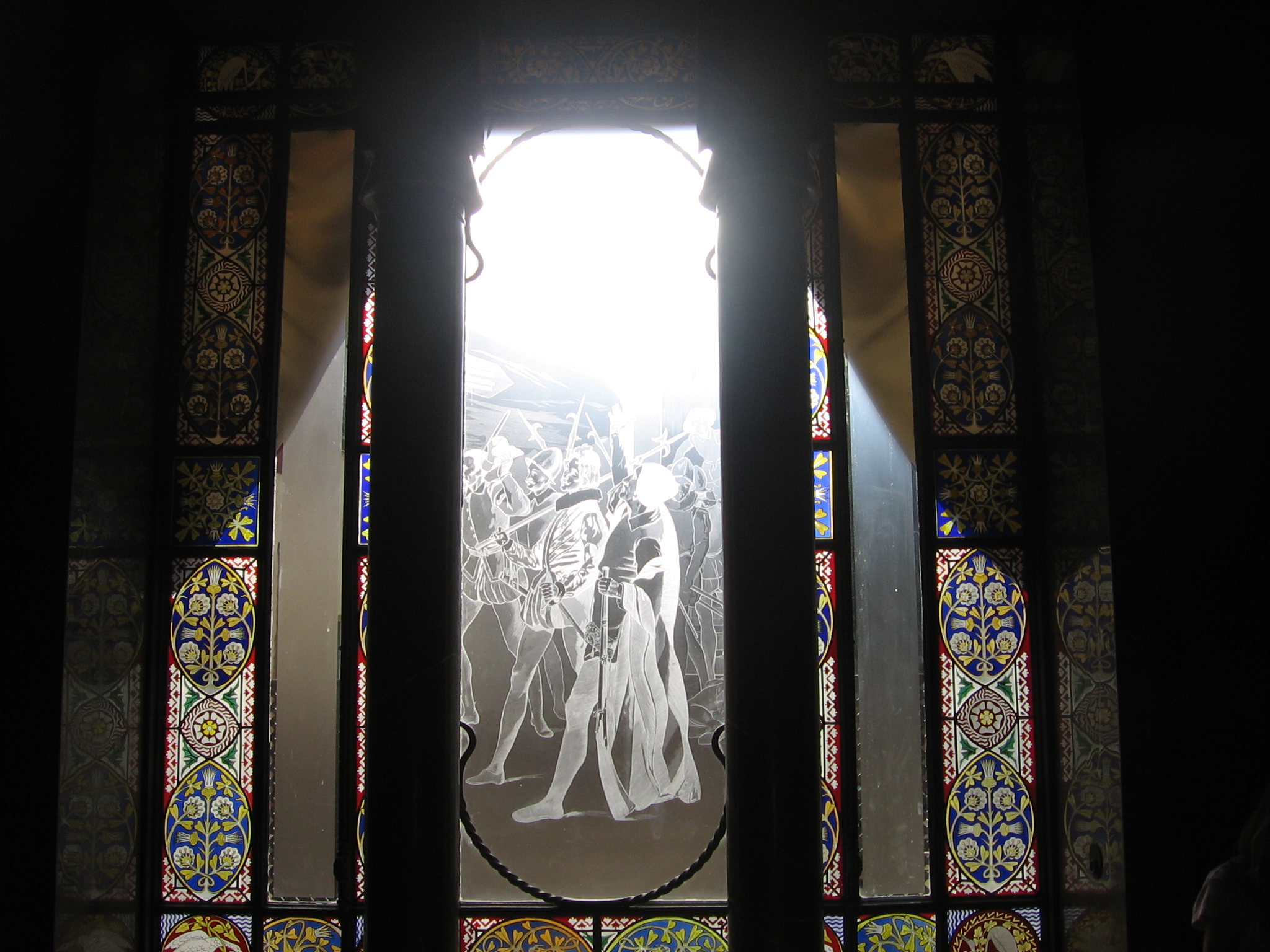
Vetrata della sala de confianza
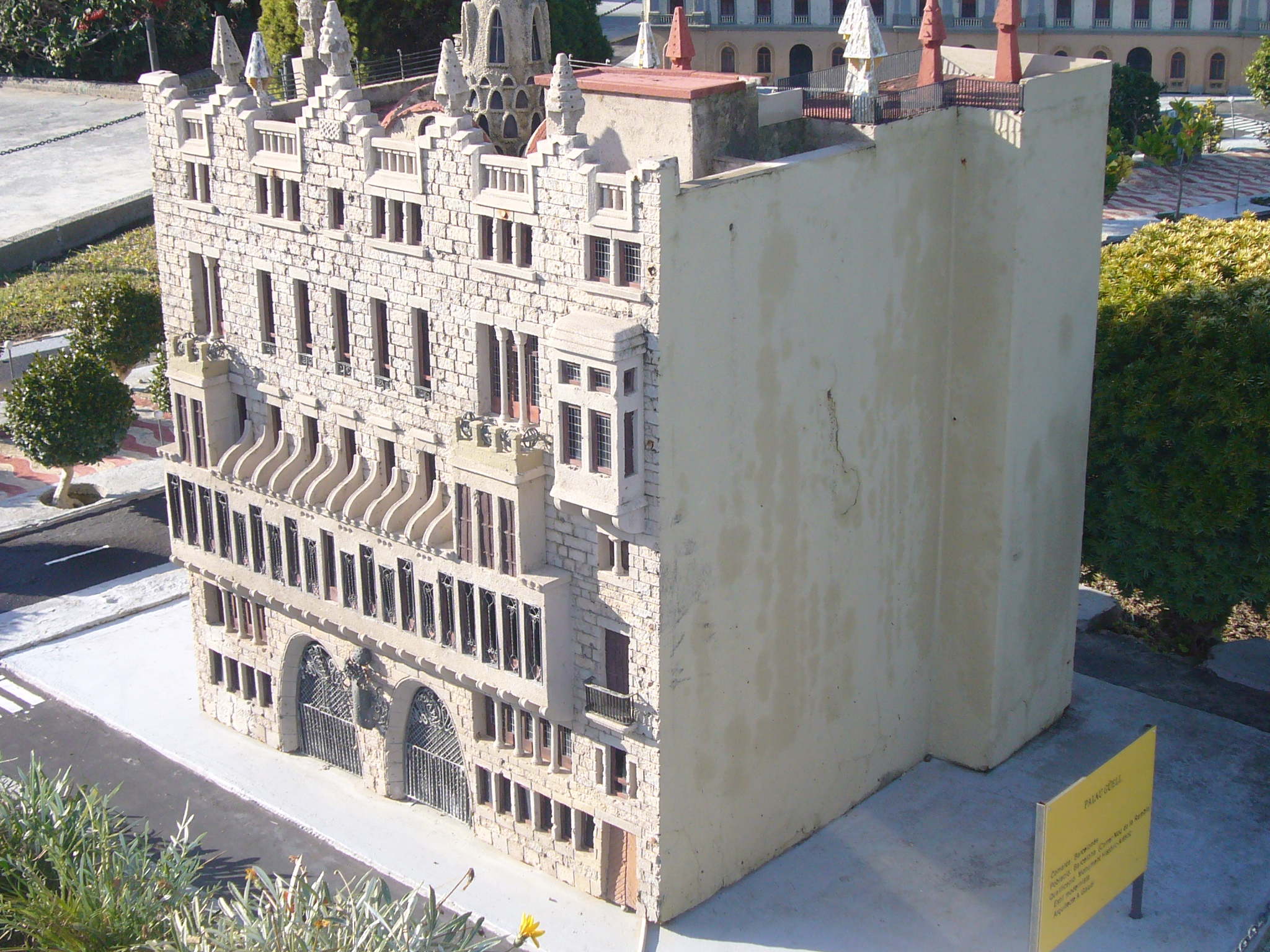
Modellino in scala del palazzo a Catalunya en Miniatura
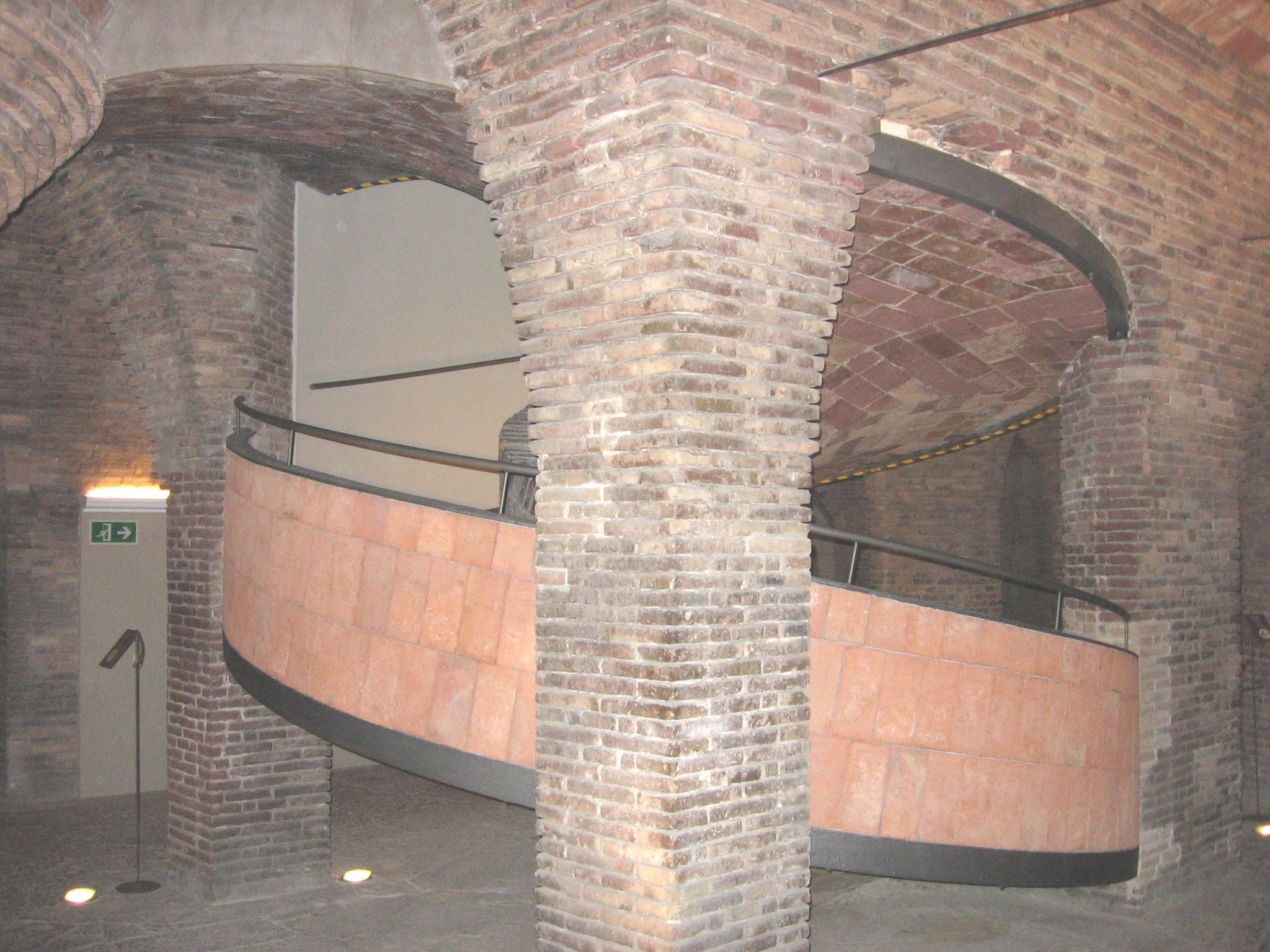
Rampa elicoidale del seminterrato
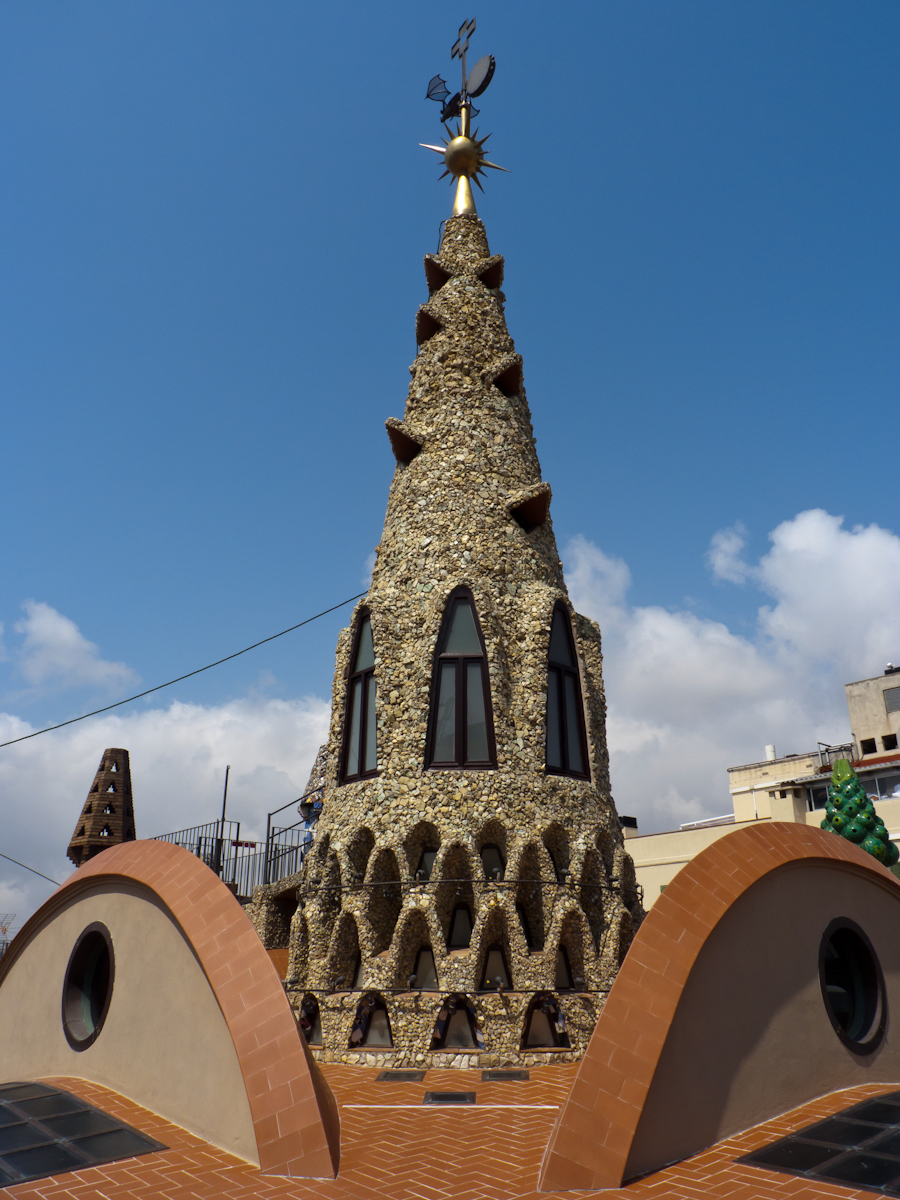
Lanterna della copertura
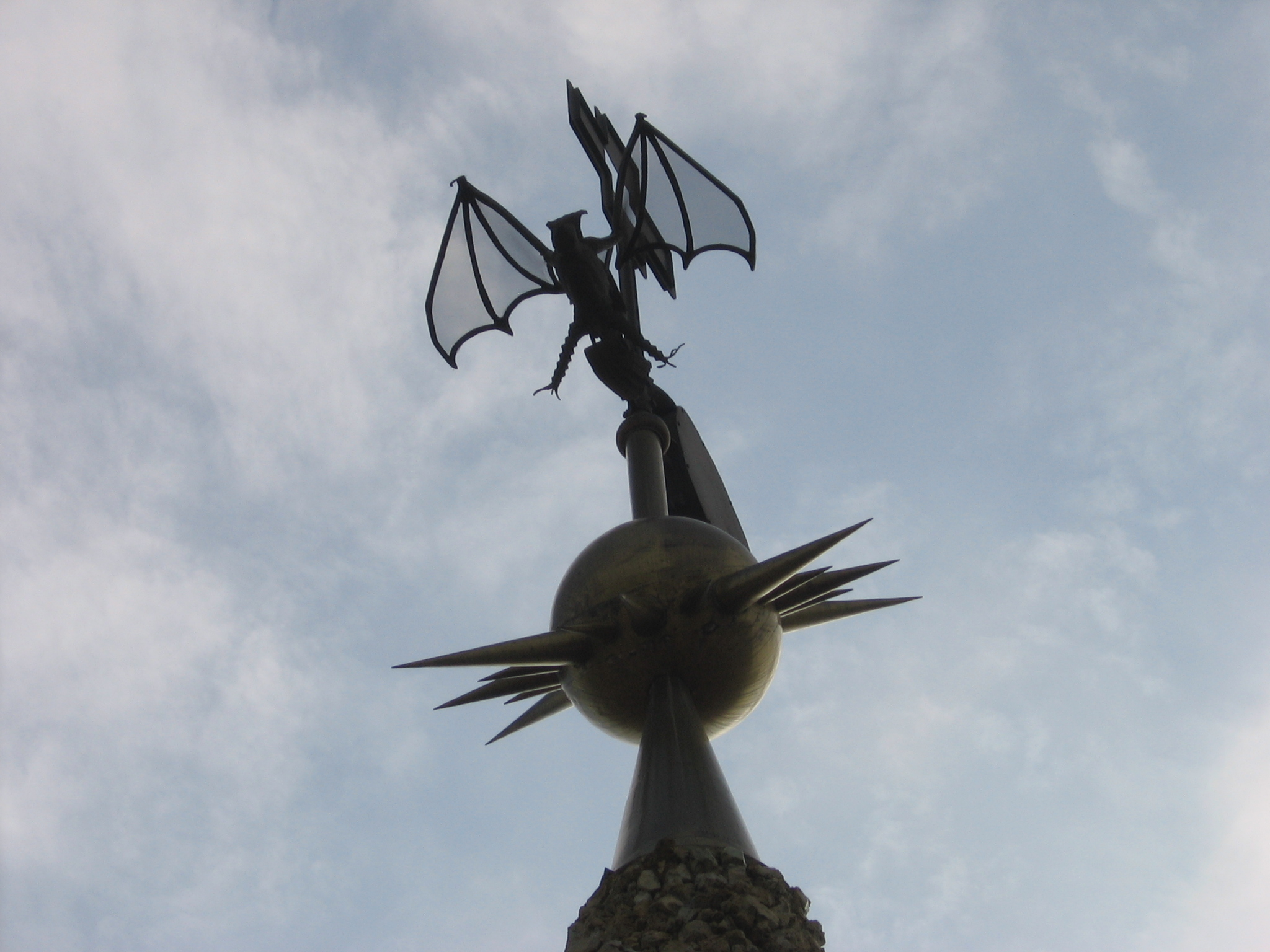
Banderuola della copertura